# Pigra

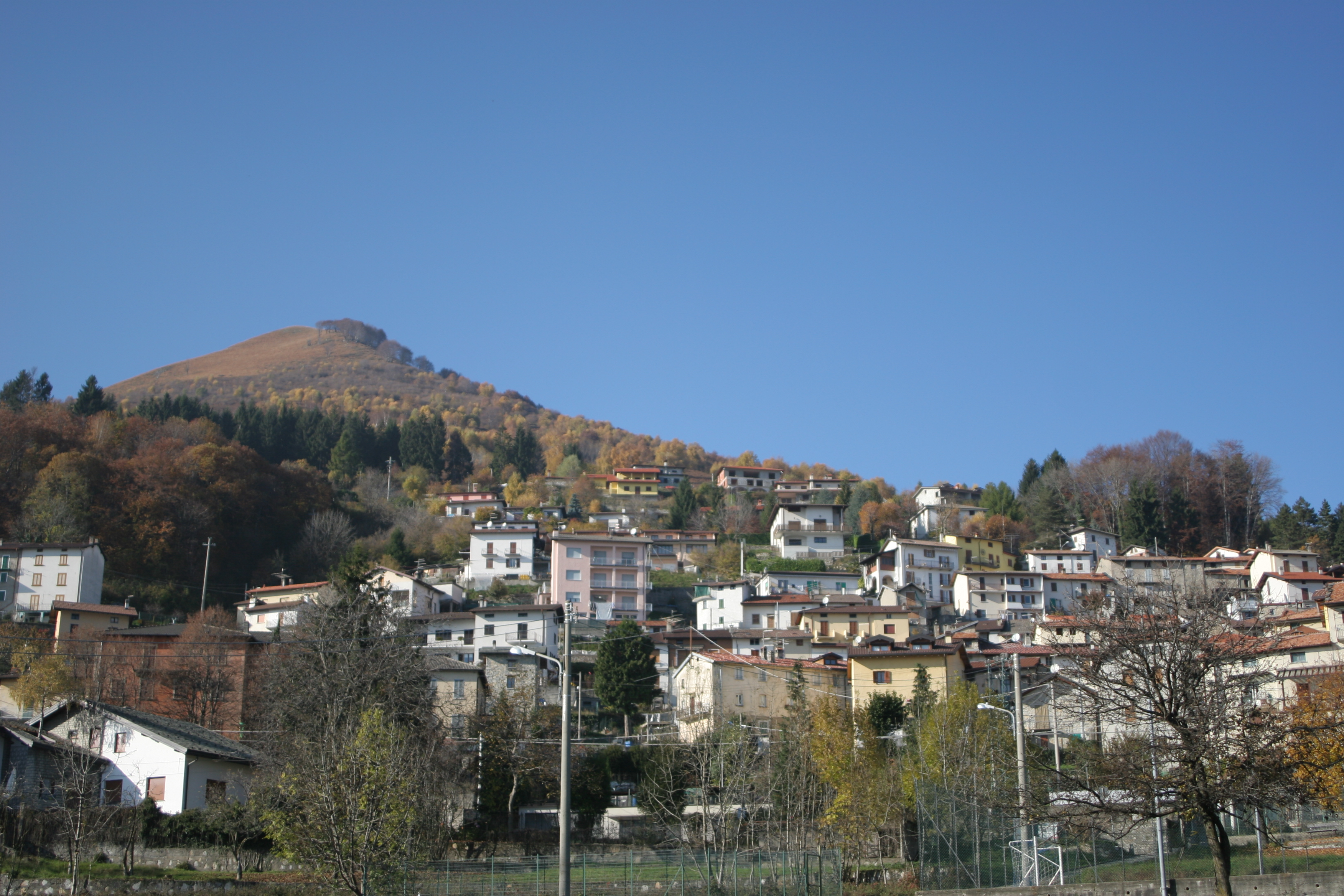
Blick auf Pigra

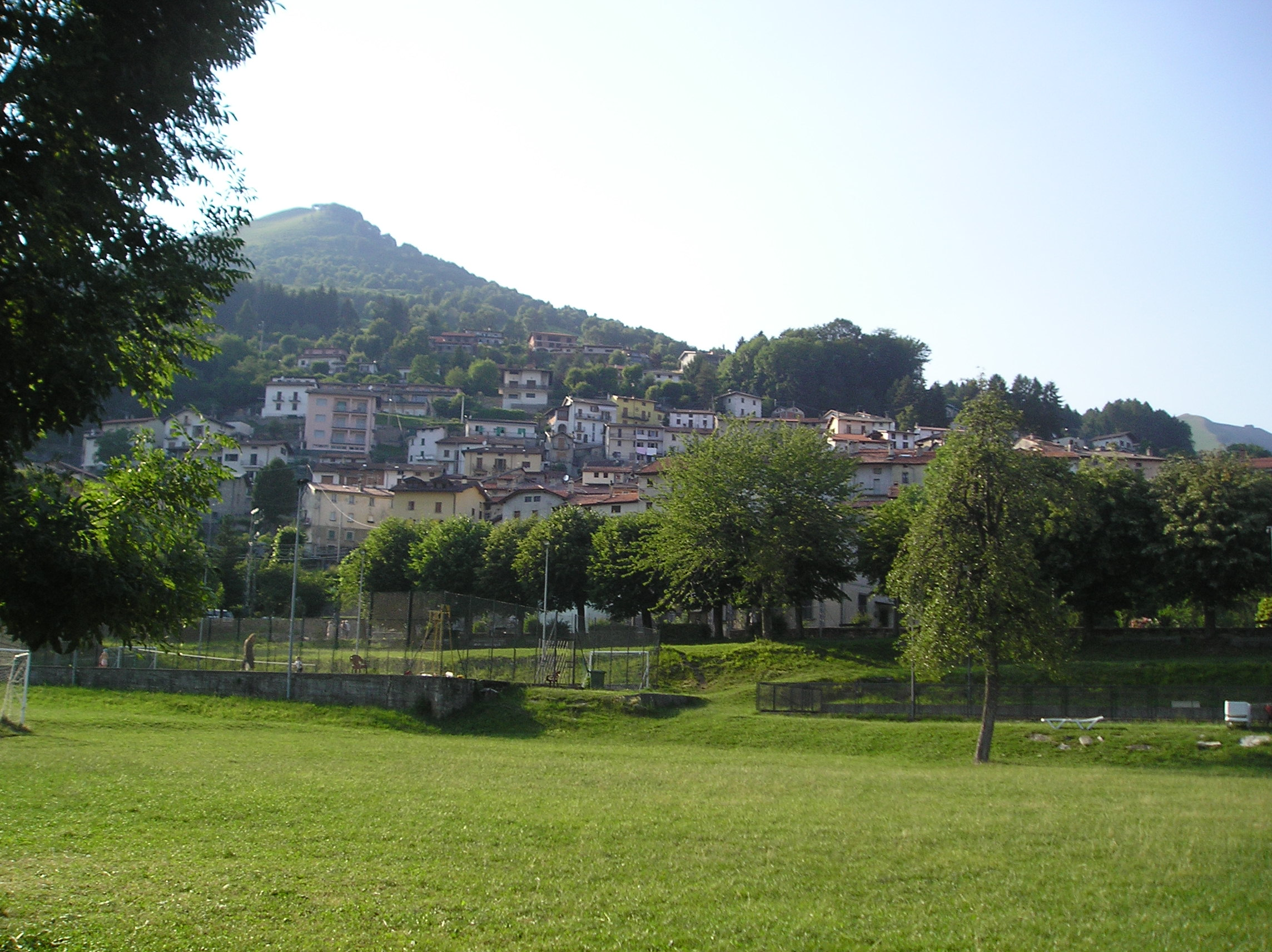
Dorf Pigra mit Hügel Pasquella im Hintergrund

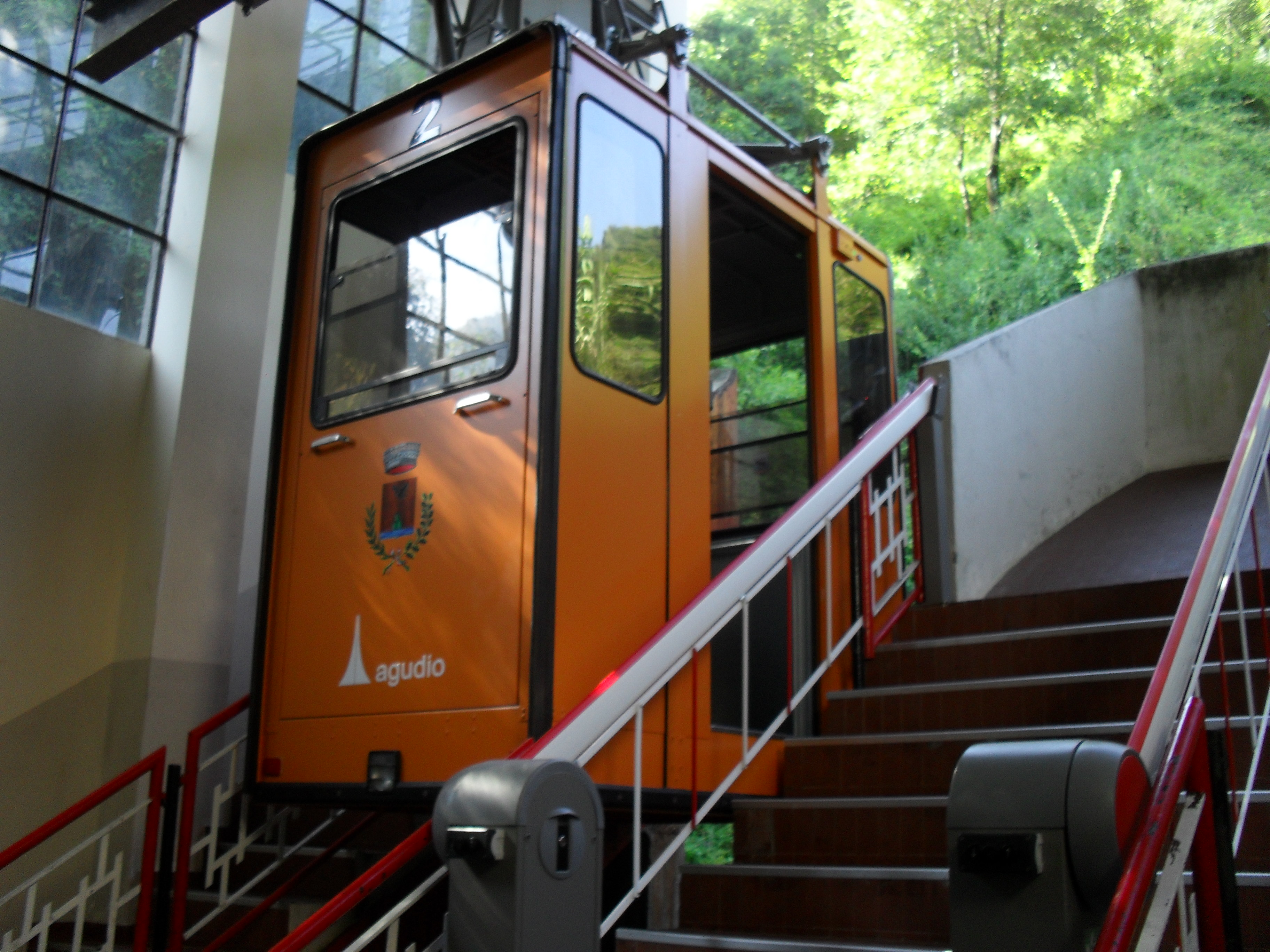
Seilbahn Argegno-Pigra

Pigra ist eine italienische Gemeinde (comune) mit 240 Einwohnern (Stand 31. Dezember 2023) in der Lombardei in der Provinz Como.

## Geographie
Die Gemeinde liegt 540 Höhenmeter nördlich oberhalb des Comer Sees auf einer Höhe von 881 m s.l.m. im Val d’Intelvi und gehört zur Comunità montana del Lario Intelvese. Das Dorf ist über die Straße von Argegno oder seit dem 16. Juni 2011, nach einer Zeit der Schließung, wieder mit der Seilbahn vom See aus in fünf Minuten erreichbar. Die nächstgelegenen Städte sind Lugano, 15 km westlich, und Como, 17 km südlich.
Acht Kilometer westlich verläuft die Staatsgrenze zur Schweiz. Die Nachbargemeinden sind Argegno, Dizzasco, Blessagno, Colonno und Laino.

## Geschichte
Das Dorf kam 1335 unter die Herrschaft der Visconti; 1416 war es Lehen der Rusconi und kam 1527 unter Gian Giacomo Medici, bekannt als Medeghino, der von der Burg Musso aus den See und seine Umgebung in Besitz nahm. 1583 war es im Besitz einer Familie Marliani und 1713 im Besitz einer Familie Riva.
Der Pfarrer Don Cavalli hatte 1848 am Aufstand gegen die Österreicher von Andrea Brenta teilgenommen und wurde deshalb später ins Exil gezwungen.

## Bevölkerung
| Bevölkerungsentwicklung' | Bevölkerungsentwicklung' | Bevölkerungsentwicklung' | Bevölkerungsentwicklung' | Bevölkerungsentwicklung' | Bevölkerungsentwicklung' | Bevölkerungsentwicklung' | Bevölkerungsentwicklung' | Bevölkerungsentwicklung' | Bevölkerungsentwicklung' | Bevölkerungsentwicklung' | Bevölkerungsentwicklung' | Bevölkerungsentwicklung' | Bevölkerungsentwicklung' |
| ------------------------ | ------------------------ | ------------------------ | ------------------------ | ------------------------ | ------------------------ | ------------------------ | ------------------------ | ------------------------ | ------------------------ | ------------------------ | ------------------------ | ------------------------ | ------------------------ |
| Jahr                     | 1751                     | 1805                     | 1853                     | 1901                     | 1911                     | 1931                     | 1951                     | 1971                     | 1991                     | 2001                     | 2011                     | 2020                     |                          |
| Einwohner                | 241                      | 246                      | 431                      | 594                      | 624                      | 578                      | 501                      | 457                      | 388                      | 302                      | 266                      | 248                      |                          |

## Sehenswürdigkeiten
- Pfarrkirche Santa Margherita in schöner Lage mit einem Glockenturm Ende des 16. Jahrhunderts war sie zweischiffig, 1757 wurde der Chor umgebaut und in der zweiten Hälfte des 19. Jahrhunderts ein drittes Schiff hinzugefügt. Im Inneren sind einige Kunstwerke, Stuckdekorationen, Gemälde aus dem 17. und 18. Jahrhundert und eine schöne Stuckmarmor#Scagliola aus dem 18. Jahrhundert erhalten.[2]
- Oratorium San Rocco (16. – 17. Jahrhundert) das zwischen den Häusern des gleichnamigen kleinen Platzes liegt. Es handelt sich um ein Gebäude mit einer kahlen Giebelfassade auf Renaissance-Basis. Das Innere des Oratoriums beherbergt Fresken aus dem späten 17. Jahrhundert: 1662 schmückte der örtliche Maler Salvatore Pozzi die Rückwand mit Fresken, die die Madonna und die Heiligen Rochus, Sebastian, Stephanus, Dominikus, Petrus Martyr und Johannes der Täufer darstellen.[3]